# Wraak in Beiroet

De ligging van Libanon in het Midden-Oosten.

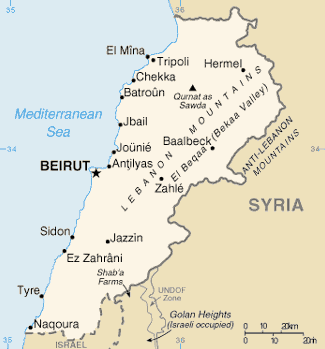
Een overzichtskaart van Libanon.

Wraak in Beiroet is een spionageroman van auteur Gérard de Villiers en is het 112e deel uit de S.A.S.-reeks met als protagonist de Oostenrijkse prins en freelance CIA-agent Malko Linge.

## Het verhaal
Tien jaar geleden werd het districtshoofd van de CIA in Beiroet gemarteld en vermoord door leden van Hezbolla, een militante beweging van sjiitische moslims.
Het Witte Huis geeft Malko “carte blanche” om iedereen die bij deze laffe moord betrokken was, direct of indirect, uit te schakelen.
De missie draagt de codenaam “Wraak van God”. Malko vertrekt hiervoor naar de Libanese hoofdstad Beiroet.
Voor deze wraakmissie krijgt hij slechts het symbolische bedrag van 1 dollar betaald.

## Personages
- Malko Linge, een Oostenrijkse prins en CIA-agent;
- William Buckley, het districtshoofd van de CIA in Beiroet;